# کیوان محسنی
کیوان محسنی (زادهٔ‌ ۱۳۶۷ در گراش) کارگردان، فیلمبردار و تدوین‌گر اهل ایران است. او فعالیت خود را با تلفیق ژانر و همچنین تولید فیلم‌های کوتاه کم‌هزینه که ظاهر گران‌قیمتی دارند، آغاز کرد.
مجموعهٔ کاشوخین یکی از ساخته‌های اوست که با همکاری پلتفرم فیلیمو تولید شده و علاوه بر نمایش در ایران تاکنون در پلتفرم‌های توبی، فیلمین و ایندی‌فلیکس به‌نمایش درآمده است.
محسنی تجربهٔ داوری سومین جشنوارهٔ بین‌المللی فیلم CINEFEST پاریس را دارد. او برای ساخت فیلم کوتاه باگ در سال ۱۳۹۶ مدال ایسفا را دریافت کرد.
بیشتر آثار محسنی به زبان اچمی تولید شده‌اند.

## فیلم‌‌شناسی
|              | نوع فیلم           | سال ساخت | جوایز |
| ------------ | ------------------ | -------- | --- |
| کاشوخین      | مجموعهٔ نمایش خانگی | ۱۳۹۸     | منتخب بخش پاناراما نهمین جشنواره سریلیزادوس اسپانیا ۲۲۰۲ |
| باگ          | فیلم کوتاه داستانی | ۱۳۹۶     | مدال ایسفا بهترین فیلم کوتاه ایران در سیزدهمین جشنوارهٔ فیلم کوتاه کل گراش ۲۰۱۷ منتخب نهمین جشن مستقل فیلم کوتاه ایران ۱۳۹۷ منتخب یازدهمین جشنوارهٔ بین ‌لمللی سانفرانسیسکو آمریکا ۲۰۱۸ جایزهٔ بهترین فیلم داستانی، بهترین کارگردانی و بهترین فیلمبرداری سیزدهمین جشنوارهٔ فیلم کوتاه کل گراش ۲۰۱۷ جایزهٔ بهترین کارگردانی جشنوارهٔ فیلم کوتاه کهگیلویه و بویر احمد ۲۰۱۸ منتخب دومین جشنوارهٔ فیلم کوتاه ده تهران ۱۳۹۷ منتخب پنجاه و هشتمین جشنوارهٔ فیلم اروند ۲۰۱۷ منتخب هشتمین جشنوارهٔ فیلم کوتاه شیراز ۲۰۱۸ منتخب پانزدهمین جشنوارهٔ تصویر سال ایران ۲۰۱۸ بهترین فیلم کوتاه ایران در نظرسنجی مردمی وب‌سایت فیدان ۲۰۱۸ جزو ده فیلم کوتاه برتر سال به انتخاب تحریریهٔ وب‌سایت فیدان ۲۰۱۸ |
| کایه         | فیلم مستند         | ۱۳۹۴     | منتخب پانزدهمین جشن تصویر سال ایران - ۲۰۱۸ منتخب هفتمین جشنوارهٔ فیلم دایسن‌ام‌اسس آلمان - ۲۰۱۶ جایزهٔ بهترین کارگردانی از جشنوارهٔ فیلم روما سینما داک ایتالیا - ۲۰۱۶ منتخب جشنوارهٔ فیلم دوپاوو پرتغال - ۲۰۱۶ منتخب سی‌امین جشنوارهٔ فیلم کوتاه تهران - ۲۰۱۵ منتخب هشتمین جشنوارهٔ سینما حقیقت - ۲۰۱۵ جایزهٔ بهترین تدوین پنجاه و دومین جشنوارهٔ فیلم اروند - ۲۰۱۴ منتخب ششمین جشنوارهٔ سینمای پنهان آمریکا - ۲۰۱۶ منتخب جشنوارهٔ بین‌المللی فیلم چیپ کاتس لندن - ۲۰۱۶ |
| ساعت شش      | فیلم کوتاه داستانی | ۱۳۹۵     | جایزهٔ بزرگ و جایزهٔ بهترین تدوین پنجاه و دومین جشنوارهٔ فیلم اروند - ۲۰۱۵ منتخب هفتمین جشنوارهٔ فیلم جاگران هند - ۲۰۱۶ منتخب دوازدهمین جشنوارهٔ اکشن آن فیلم آمریکا (سینمای ایران) - ۲۰۱۶ منتخب جشنوارهٔ اکشن سانکشن انگلستان - ۲۰۱۶ |
| بیرون از این | فیلم کوتاه داستانی | ۱۳۹۴     | جایزهٔ بهترین جلوهٔ صوتی جشنوارهٔ نوخو نیویورک ۲۰۱۶ منتخب هجدهمین جشنوارهٔ بین‌المللی شورتس ایتالیا ۲۰۱۷ منتخب بیست و ششمین جشنوارهٔ فیلم خیرونا اسپانیا - ۲۰۱۶ منتخب دهمین جشنوارهٔ فیلم ریور ایتالیا ۲۰۱۶ نامزد جایزهٔ AVIS از دهمین جشنوارهٔ آلتو وینسنتیو ایتالیا - ۲۰۱۶ منتخب یازدهمین جشنوارهٔ بین‌المللی فیلم وی کر هند ۲۰۱۶ منتخب هشتمین جشنوارهٔ بین‌المللی فیلم صد تهران ۲۰۱۴ منتخب دومین جشنوارهٔ بین‌المللی فیلم جوانان ونژو چین ۲۰۱۶ منتخب جشنوارهٔ بین‌المللی فیلم بعلبک لبنان ۲۰۱۷ منتخب دومین جشنوارهٔ بین‌المللی فیلم پرواز تهران ۲۰۱۶ منتخب جشنوارهٔ فیلم کاراکوی ترکیه ۲۰۱۶ منتخب نهمین جشنوارهٔ فیلم کوتاه کل گراش ۲۰۱۴ منتخب جشنوارهٔ بین‌المللی فیلم ماین مینی آمریکا ۲۰۱۶ منتخب جشنوارهٔ فیلم بوردوالک نیوجرسی ۲۰۱۶ منتخب دهمین جشنوارهٔ فیلم استنیک ایتالیا ۲۰۱۷ منتخب جشنوارهٔ بین‌المللی شاپرک‌های شهر تهران استانبول ۲۰۱۵ |
| پنجاه/پنجاه  | فیلم کوتاه داستانی | ۱۳۸۷     | منتخب بیست و هفتمین جشنوارهٔ فیلم کوتاه تهران - ۱۳۸۹ |